# Sakamoto Days
Sakamoto Days (サカモトデイズ) est un shōnen manga écrit et dessiné par Yuto Suzuki. Il est prépublié depuis le 21 novembre 2020 dans le Weekly Shōnen Jump, puis publié en volumes reliés par l'éditeur japonais Shūeisha. La version française est éditée par Glénat à partir du 6 avril 2022.
Une adaptation en anime, produite par le studio TMS Entertainment est diffusée depuis janvier 2025.

## Synopsis
Taro Sakamoto est un assassin de légende, craint par tous les gangsters, adulé par tous. Mais un beau jour... il tombe amoureux ! S'ensuivent retraite, mariage, paternité... et prise de poids.
Sakamoto est aujourd'hui patron d'une petite supérette de quartier et coule des jours heureux. Mais lorsque son passé le rattrape sous les traits de Shin, un jeune assassin télépathe, Sakamoto reprend du service...
Et malgré son apparence, il est toujours aussi charismatique lorsqu'il passe à l'action !

## Personnages

### Personnages principaux
Taro Sakamoto (坂本 太郎, Sakamoto Tarō)
Voix japonaise : Tomokazu Sugita, voix française : Jérémie Bédrune
Un ancien tueur à gages qui a renoncé à sa vie de crime pour épouser Aoi. Il a pris beaucoup de poids, mais il a toujours ses compétences et sa force surhumaines de l'époque où il était tueur à gages. Lors de situations extrêmes, il perd tout son ventre, devenant deux fois plus puissant qu'avant.
Shin Asakura (朝倉 シン, Asakura Shin)
Voix japonaise : Nobunaga Shimazaki, voix française : Simon Koukissa Barney
Un ancien tueur à gages qui admire Sakamoto et qui travaille maintenant pour lui dans sa supérette. Il a la capacité de lire dans les pensées.
Lu Xiaotang (陸 小糖, Rū Shaotan)
Voix japonaise : Ayane Sakura, voix française : Karine Foviau
La fille d'un mafieux chinois. Elle est tête en l'air. Bien qu'elle ne se batte pas beaucoup, elle est très compétente, car elle utilise un style de combat qui mélange le Tai-chi et le Drunken Fist.

### Personnages secondaires
Aoi Sakamoto (坂本 葵, Sakamoto Aoi)
Voix japonaise : Nao Tōyama, voix française : Véronique Desmadryl
La femme de Sakamoto. Elle aime beaucoup son mari, malgré son passé de tueur à gages. Elle lui a toutefois imposé une règle: Ne plus tuer, même par légitime défense.
Hana Sakamoto (坂本 花, Sakamoto Hana)
Voix japonaise : Hina Kino, voix française : Jehanne Letellier
Fille de Sakamoto et Aoi et a 6 ans.
Heisuke Mashimo (眞霜 平助, Mashimo Heisuke)
Voix japonaise : Ryōta Suzuki (ja), voix française : Sébastien Baulain
Yoichi Nagumo (南雲 与市, Nagumo Yōichi)
Voix japonaise : Natsuki Hanae, voix française : Simon Herlin
Shishiba (神々廻)
Voix japonaise : Taku Yashiro (ja), voix française : Aurélien Raynal
Osaragi (大佛)
Voix japonaise : Saori Hayami, voix française : Lou Viguier
Hyo (豹, Hyō)
Voix japonaise : Hiroki Yasumoto, voix française : Charles Mendiant
Takamura (篁)
Voix japonaise : Hōchū Ōtsuka

## Manga
Le manga débute initialement dans le Jump GIGA du 26 décembre 2019 avec un one-shot nommé Sakamoto (SAKAMOTO-サカモト-).
Le premier chapitre de Sakamoto Days est publié le 27 novembre 2020 dans le Weekly Shōnen Jump,. Depuis, la série est éditée sous forme de volumes reliés par Shūeisha et compte 23 tomes au 4 août 2025.
La version française est publiée par Glénat à partir du 6 avril 2022. Pour l'occasion, la maison d'édition organise un Pop Up Store à la Crémerie de Paris à l'Hôtel de Villeroy Bourbon.

### Liste des volumes

#### Volumes 1 à 10
| no | Japonais         | Japonais          | Français          | Français          |
| no | Date de sortie   | ISBN              | Date de sortie    | ISBN              |
| --- | ---------------- | ----------------- | ----------------- | ----------------- |
| 1 | 2 avril 2021     | 978-4-08-882657-8 | 6 avril 2022      | 978-2-34-405098-9 |
| Titre du tome : L'Assassin légendaire (伝説の殺し屋, Densetsu no Koroshiya) Couverture : Taro Sakamoto et ShinListe des chapitres : - Day 1 : L'Assassin légendaire (伝説の殺し屋, Densetsu no Koroshiya) - Day 2 : Les Règles familiales des Sakamoto (坂本家家訓, Sakamoto Kekakun) - Day 3 : L'Agent Nakase et le mystérieux héros (ナカセ巡査と謎のヒーロー, Nakase-junsa to Nazo no Hīrō) - Day 4 : Invasion chinoise ! (チャイナ襲来！, Chaina Shūrai!) - Day 5 : VS Song-Hee + Bacho (VSソンヒ・バチョウ, Buiesu Sonhi Bachō) - Day 6 : Nagumo (ナグモ, Nagumo) - Day 7 : Bienvenue à Sugar Park ! (シュガーパークへようこそ！, Shugāpāku e Yōkoso!)                                                         |                  |                   |                   |                   |
| 2 | 4 juin 2021      | 978-4-08-882685-1 | 6 avril 2022      | 978-2-34-405099-6 |
| Titre du tome : Hard-Boiled (ハードボイルド, Hādo Boirudo) Couverture : Shin, Shao-Tan Lù et Taro SakamotoListe des chapitres : - Day 8 : Showtime (ショータイム, Shōtaimu) - Day 9 : Boil et Obiguro (ボイルと帯黒, Boiru to Obiguro) - Day 10 : Hard-Boiled (ハードボイルド, Hādo Boirudo) - Day 11 : Sakamoto VS Boil (坂本VSボイル, Sakamoto Buiesu Boiru) - Day 12 : L'origine de la force (強さの理由, Tsuyosa no Wake) - Day 13 : Location de vidéos (レンタルビデオ, Rentaru Bideo) - Day 14 : Sneaking Mission (スニーキングミッション, Sunīkingu Misshon) - Day 15 : Passage à l'action (始動, Shidō) - Day 16 : Guerre au grand magasin (デパート戦せん争, Depāto Sensō)                                 |                  |                   |                   |                   |
| 3 | 3 septembre 2021 | 978-4-08-882763-6 | 6 juillet 2022    | 978-2-34-405100-9 |
| Titre du tome : Heisuke Mashimo (マシモ ヘイスケ, Mashimo Heisuke) Couverture : Heisuke Mashimo, Taro Sakamoto et ShinListe des chapitres : - Day 17 : Heisuke Mashimo (マシモ ヘイスケ, Mashimo Heisuke) - Day 18 : VS Sniper (VSスナイパー, Bui Esu Sunaipā) - Day 19 : Dispute (けんか, Kenka) - Day 20 : Invisible à grande vitesse (透明高速, Tōmei Kōsoku) - Day 21 : Allons au musée ! (博物館に行こう！, Hakubutsukan ni Ikō!) - Day 22 : Enfoiré deu jurassique (ジュラシック野郎, Jurashikku Yarō) - Day 23 : Asakusa et Shin (朝倉とシン, Asakura to Shin) - Day 24 : Assassins x Science'" (殺し屋×科学, Koroshiya x Kagaku) - Day 25 : Enfoiré de scientifique (サイエンス野郎, Saiensu Yarō)          |                  |                   |                   |                   |
| 4 | 4 novembre 2021  | 978-4-08-882819-0 | 7 septembre 2022  | 978-2-34-405101-6 |
| Titre du tome : Pas de chahut à bord ! (車内ではお静かに, Shanai de wa o Shizuka ni) Couverture : Natsuki Seba, Kashima, Shin (photo) et Taro Sakamoto (photo)Liste des chapitres : - Day 26 : L'Ordre (ORDER, Ōdā) - Day 27 : Supérette Sakamoto VS Labo (坂本商店 VS LABO, Sakamoto-shōten Buiesu Rabo) - Day 28 : De première classe (一流, Ichiryū) - Day 29 : Un train peut en cacher un autre (かけこみ乗車, Kakekomi Jōsha) - Day 30 : Pas de chahut à bord ! (車内ではお静かに, Shanai de wa o Shizuka ni) - Day 31 : Je te l'avais bien dit ! (ほらな, Hora na) - Day 32 : En mode Spa(rtiate) (せんとうモード, Sentō Mōdo) - Day 33 : Surprise (サプライズ, Supuraizu) - Day 34 : Wutang (ウータン, Ūtan) |                  |                   |                   |                   |
| 5 | 4 janvier 2022   | 978-4-08-882879-4 | 2 novembre 2022   | 978-2-34-405418-5 |
| Titre du tome : Les condamnés à mort (死刑囚, Shikeishu) Couverture : OsaragiListe des chapitres : - Day 35 : Bataille au casino (ウータン②, Ūtan 2) - Day 36 : Bluff (ウータン③, Ūtan 3) - Day 37 : Les condamnés à mort (死刑囚, Shikeishu) - Day 38 : Sans frein (ノーブレーキ, Nōburēki) - Day 39 : Rencontre (ENCOUNT, Enkaunto) - Day 40 : Overload (Overload, Ōbārōdo) - Day 41 : Manière de vivre (生き様, Ikizama) - Day 42 : Châtiment divin (ばちあたり, Ba chi Atari) - Day 43 : Je t'aime ! (すき。, Suki.) |                  |                   |                   |                   |
| 6 | 4 mars 2022      | 978-4-08-883072-8 | 18 janvier 2023   | 978-2-34-405419-2 |
| Titre du tome : Pas de bol (ツいてないね, Tsu Itenai ne) Couverture : NagumoListe des chapitres : - Day 44 : En mille morceaux (レてんでんばらばら, Tendenbarabara) - Day 45 : Attaque-surprise (強襲, Kyōshū) - Day 46 : Pas de bol (ツいてないね, Tsu Itenai ne) - Day 47 : Fermeture des portes (上へ参ります, Ue e Mairimasu) - Day 48 : Liens affectifs (心の糸, Kokoro no Ito) - Day 49 : Tours de tour (ぐるぐるタワー, Guruguru Tawā) - Day 50 : À bicyclette (自転車, Jitensha) - Day 51 : Parade (パレード, Parēdo) - Day 52 : Pirouette descendante (斬斬舞, Zan Zan Mai) |                  |                   |                   |                   |
| 7 | 3 juin 2022      | 978-4-08-883147-3 | 15 mars 2023      | 978-2-34-405420-8 |
| Titre du tome : À votre service (お安い御用, Oyasuigoyō) Couverture : GakuListe des chapitres : - Day 53 : Là, c'est trop ! (無理無理, Muri Muri) - Day 54 : À votre service (お安い御用, Oyasuigoyō) - Day 55 : Break (ブレーク, Burēku) - Day 56 : JCC (JCC) - Day 57 : Have a Nice Flight (Have a Nice Flight) - Day 58 : Le novice (新入, Rūkī) - Day 59 : Cut (CUT, Katto) - Day 60 : Kanaguri (カナグリ, Kanaguri) - Day 61 : Je suis plutôt douée (ちょっと得意なんです, Chotto tokuina ndesu) |                  |                   |                   |                   |
| 8 | 4 août 2022      | 978-4-08-883191-6 | 17 mai 2023       | 978-2-34-405421-5 |
| Titre du tome : La troisième épreuve (三次試験, Sanji shiken) Couverture : Akira AkaoListe des chapitres : - Day 62 : La troisième épreuve (三次試験, Sanji shiken) - Day 63 : Survie (サバイバル, Sabaibaru) - Day 64 : Le chemin (道, Michi) - Day 65 : Rififi entre fan (推し被り, Oshi Kaburi) - Day 66 : Latence (ラグ, Ragu) - Day 67 : Télétravail (リモートワーク, Rimōtowāku) - Day 68 : Le plan parfait (くれりゅか, Kureryuka) - Day 69 : Kaji (カジ, Kaji) - Day 70 : Le son de Gaku (音VS楽, Oto Buiesu Gaku) |                  |                   |                   |                   |
| 9 | 4 novembre 2022  | 978-4-08-883292-0 | 5 juillet 2023    | 978-2-34-405539-7 |
| Titre du tome : Hard Mode (ハードモード, Hādo Mōdo) Couverture : Nao ToramaruListe des chapitres : - Day 71 : Hard Mode (ハードモード, Hādo Mōdo) - Day 72 : A un de ces quatre ! (じゃーな, Jāna) - Day 73 : Tickets à gratter (コロレンスクラツチ, Kororen Suratchi) - Day 74 : Infiltration (潜入, Sen'nyū) - Day 75 : Foutu télépathe (くそエスパー, Kuso Esupā) - Day 76 : La mission de chacun (それぞれのミッション, Sorezore no Misshon) - Day 77 : M-E-U-R-T-R-E (コ・ロ・シ・テ・ル, Ko-ro-shi-te-ru) - Day 78 : Le banni (追われた男, Owareta otoko) - Day 79 : Une volonté de tuer transparente (透明な殺意, Tōmeina satsui)                                                                            |                  |                   |                   |                   |
| 10 | 3 février 2023   | 978-4-08-883429-0 | 20 septembre 2023 | 978-2-34-405612-7 |
| Titre du tome : Retrouvailles (再会, Saikai) Couverture : UzukiListe des chapitres : - Day 80 : Retrouvailles (再会, Saikai) - Day 81 : L'épreuve (テスト, Tesuto) - Day 82 : A comme Amour, A comme Aïkido (愛気道, Ai Kidō) - Day 83 : L'art d'un génie (天才の流儀, Tensai no Ryūgi) - Day 84 : Elle sent bon (いいにおい, Ī nioi) - Day 85 : Cauchemar (悪夢, Akumu) - Day 86 : L'art des mauvais élèves (三流の流儀, Sanryū no Ryūgi) - Day 87 : La base de données (データバンク, Dētabanku) - Day 88 : Taper (ぱん, Pan) |                  |                   |                   |                   |

#### Volumes 11 à 20
| no | Japonais          | Japonais          | Français         | Français                                              |
| no | Date de sortie    | ISBN              | Date de sortie   | ISBN                                                  |
| --- | ----------------- | ----------------- | ---------------- | ----------------------------------------------------- |
| 11 | 4 avril 2023      | 978-4-08-883449-8 | 8 novembre 2023  | 978-2-34-405703-2                                     |
| Titre du tome : La brochette (一本, Ippon) Couverture : Shishiba et YotsumuraListe des chapitres : - Day 89 : Professeur (先生, Sensei) - Day 90 : Professeur 2 (先生②, Sensei 2) - Day 91 : Kanaguri Vs. Sakamoto (京VS坂本, Kanaguri Buiesu Sakamoto) - Day 92 : Marché conclu (取引, Torihiki) - Day 93 : Rapport de confiance (ラポール, Rapōru) - Day 94 : Esprit tordu (ひねくれもの, Hinekuremono) - Day 95 : Amane (周, Amane) - Day 96 : En bonne santé (ヘルシー, Herushī) - Day 97 : Une bouteille (一本, Ippon)                                                                 |                   |                   |                  |                                                       |
| 12 | 2 juin 2023       | 978-4-08-883555-6 | 21 février 2024  | 978-2-34-405763-6                                     |
| Titre du tome : Début du tournage (クランクイン, Kuranku In) Couverture : KanaguriListe des chapitres : - Day 98 : Tora Tora (とらとら) - Day 99 : Ce jour-là (あの日, Ano hi) - Day 100 : La foudre (雷電, Raiden) - Day 101 : Manœuvres secrètes (秘密の作戦, Himitsu no Sakusen) - Day 102 : Rideau final (終幕, Shūmaku) - Day 103 : Film en rouleau (クランクイン, Kuranku In) - Day 104 : Sentiment étrange (違和感, Iwakan) - Day 105 : L'objectif de chacun (それぞれの目的, Sorezore no Mokuteki) - Day 106 : Raison (理由, Riyū)                                                  |                   |                   |                  |                                                       |
| 13 | 4 septembre 2023  | 978-4-08-883633-1 | 2 mai 2024       | 978-2-34-405892-3                                     |
| Titre du tome : Souvenirs (追憶, Tsuioku) Couverture : AkiraListe des chapitres : - Day 107 : Réminiscence (追憶, Tsuioku) - Day 108 : Le grand magasin des assassins (殺し屋デパート, Koroshi-ya Depāto) - Day 109 : Kindaka (キンダカ, Kindaka) - Day 110 : MISSION - Day 111 : Affectation de garde du corps (護衛任務, Goei Ninmu) - Day 112 : Mini-mission (プチミッション, Puchi Misshon) - Day 113 : Poursuite en voiture (かーチェイス, Ka ̄Cheisu) - Day 114 : La tâche de chacun (それぞれの任務, Sorezore no Ninmu) - Day 115 : Un homme vertueux (徳を積む男, Tokuwotsumu Otoko) |                   |                   |                  |                                                       |
| 14 | 2 novembre 2023   | 978-4-08-883692-8 | 3 juillet 2024   | 978-2-34-406008-7                                     |
| Titre du tome : Une drôle d'entrée (奇妙な痕跡, Kimyōna Konseki) Couverture :Liste des chapitres : - Day 116 : Amis (ダチ, Dachi) - Day 117 : Tuer sans bouger (動かず殺せ!, Ugokazu Korose!) - Day 118 : Force (強さ, Tsuyo-sa) - Day 119 : Au revoir (別れ, Wakare) - Day 120 : Finale (終局, Shūkyoku) - Day 121 : Données bizarres (奇妙な痕跡, Kimyōna Konseki) - Day 122 : Mauvais pressentiment (胸騒ぎ, Munasawagi) - Day 123 : Un tir (一発, Ippatsu) - Day 124 : Kumanomi (熊埜御, Kumanomi)                                                                                      |                   |                   |                  |                                                       |
| 15 | 4 janvier 2024    | 978-4-08-883793-2 | 16 octobre 2024  | 978-2-34-406009-4                                     |
| Titre du tome : Expo : les assassins du siècle (世紀の殺し屋展, Seiki no Koroshiya-ten)Liste des chapitres : - Day 125 : Mon tour (俺の番, Ore no Ban) - Day 126 : Je te tuerai plus tard (後で殺す, Atode Korosu) - Day 127 : À plus (あばよ, Abayo) - Day 128 : Convergence (収束, Shūsoku) - Day 129 : Réunion (再開, Saikai) - Day 130 : Réunion, partie 2 (再開, Saikai) - Day 131 : Accord (取引成立, Torihiki Seiritsu) - Day 132 : L'exposition assassine du siècle (世紀の殺し屋展, Seiki no Koroshiya-ten) - Day 133 : Appât (餌, Esa)                                            |                   |                   |                  |                                                       |
| 16 | 4 avril 2024      | 978-4-08-883878-6 | 8 janvier 2025   | 978-2-34-406192-3                                     |
| Titre du tome : Ca fait un bail (邂逅, Kaigō)Liste des chapitres : - Day 134 : The end - Day 135 : Kamihate (上終, Kamihate) - Day 136 : Kamihate partie 2 (上終②, Kamihate 2) - Day 137 : Confiance (信頼, Shinrai) - Day 138 : Livraison (デリバリー, Deribarī) - Day 139 : Rien de tel (格別, Kakubetsu) - Day 140 : L'objectif de chacun (それぞれの目的, Sorezore no Mokuteki) - Day 141 : Rencontre (邂逅, Kaigō) - Day 142 : Le but de X (Xの狙い, X no Nerai) |                   |                   |                  |                                                       |
| 17 | 4 juin 2024       | 978-4-08-884120-5 | 16 avril 2025    | 978-2-34-406280-7                                     |
| Titre du tome : エントリー (Entorī)Liste des chapitres : - Day 143 : Entrée (エントリー, Entorī) - Day 144 : Kaiju (かいじゅう, Kaijū) - Day 145 : Crépiter (カチカチ, Kachikachi) - Day 146 : Fantôme (おばけ, Obake) - Day 147 : Tumulte (大騒ぎ, Ōsawagi) - Day 148 : Activités des fans (推し活, Oshikatsu) - Day 149 : Saillie (凸, Totsu) - Day 150 : Les intimidateurs (いじめっ子, Ijimekko) - Day 151 : Nagumo contre Gaku (南雲VS楽, Nagumo VS Gaku) |                   |                   |                  |                                                       |
| 18 | 2 août 2024       | 978-4-08-884131-1 | 2 juillet 2025   | 978-2-34-406465-8 978-2-34-406937-0 (édition limitée) |
| Titre du tome : 混戦 (Konsen)Liste des chapitres : - Day 152 : RTA - Day 153 : Ce qu'il faut pour tuer (殺しに必要なもの, Koroshi ni Hitsuyōnamono) - Day 154 : Maniaques (狂敵, Kyō Teki) - Day 155 : Mêlée (混戦, Konsen) - Day 156 : Sportif (スポーツマン, Supōtsuman) - Day 157 : Esprit sportif (スポーツマンシップ, Supōtsumanshippu) - Day 158 : Super-sumo (超相撲, Chō Sumo) - Day 159 : L'attaque finale (最後の一撃, Saigo no Ichigeki) - Day 160 : L'ancien bras droit (師匠ゆずり, Shishō Yuzuri) - Day 161 : Requin (サメ, Same)                                             |                   |                   |                  |                                                       |
| 19 | 1er novembre 2024 | 978-4-08-884250-9 | 1er octobre 2025 | 978-2-34-406488-7                                     |
| Titre du tome : サメ (Same)Liste des chapitres : - Day 162 : Le trio de l'époque (懐かしの面子, Natsukashi no Mentsu) - Day 163 : Porte-malheur (厄, Yaku) - Day 164 : Takamura (篁, Takamura) - Day 165 : Sans entraves (バリアフリー, Baria Furī) - Day 166 : Pas si fou (偽狂者, Gikyō-sha) - Day 167 : Un regard dans l'abîme (深淵を覗く, Shin'en o Nozoku) - Day 168 : Fermeture des portes (閉館, Heikan) - Day 169 : Nouvelle mission (新たなミッション, Aratana Misshon) - Day 170 : Le gâteau (ケーキ, Kēki)                                                                      |                   |                   |                  |                                                       |
| 20 | 4 janvier 2025    | 978-4-08-884389-6 |                  |                                                       |
| Titre du tome : 居場所 (Ibasho)Liste des chapitres : - Day 171 : Chez toi (居場所, Ibasho) - Day 172 : Mirage (蜃気楼, Shinkirō) - Day 173 : Fugitifs (逃避行, Tōhikō) - Day 174 : Un certain assassin talentueux (ある腕の立つ殺し屋, Aru ude no Tatsu Koroshiya) - Day 175 : Karma (業, Gō) - Day 176 : Réveil (醒める, Sameru) - Day 177 : Kindaka (キンダカ, Kindaka) - Day 178 : Le moyen et le but (手段と目的, Shudan to Mokuteki) - Day 179 : Torres (トーレス, Tōresu) - Day 180 : Je connais une personne... (心当たり, Kokoroatari)                                              |                   |                   |                  |                                                       |

#### Volumes 21 à aujourd'hui
| no | Japonais       | Japonais          | Français       | Français |
| no | Date de sortie | ISBN              | Date de sortie | ISBN     |
| --- | -------------- | ----------------- | -------------- | -------- |
| 21 | 4 mars 2025    | 978-4-08-884409-1 |                |          |
| Titre du tome : 今日の運勢 (Kyō no Unsei)Liste des chapitres : - Day 181 : Rencontre amicale (親睦会, Shinboku-kai) - Day 182 : Une journée paisible (平和な一日, Heiwana Ichi-nichi) - Day 183 : Jo Kase (枷錠, Kase Jō) - Day 184 : Je l'avais bien dit (ほらね…, Hora ne…) - Day 185 : Le chasseur (狩人, Kariudo) - Day 186 : Horoscope du jour (今日の運勢, Kyō no Unsei) - Day 187 : Ça passe ou ça casse… (イチかバチか…, Ichi ka Bachi ka…) - Day 188 : Sur-le-champ (いまここで, Ima Koko de) - Day 189 : Mauvaise fortune (大凶, Daikyō) - Day 190 : Une chance sur 10 puissance 40 000 (10の4万乗分の1, 10 no 4 Man-jō-bun no 1) |                |                   |                |          |
| 22 | 4 juin 2025    | 978-4-08-884554-8 |                |          |
| Titre du tome : 天弓VSシン (Tenkyū VS Shin)Liste des chapitres : - Day 191 : Panne sèche (運のツキ, Un no Tsuki) - Day 192 : En toute franchise (本音, Hon'ne) - Day 193 : Tenkyu VS Shin (天弓VSシン, Tenkyū VS Shin) - Day 194 : Tachypsychie (タキサイキア, Takisaikia) - Day 195 : Je te connais (知ってる, Shitteru) - Day 196 : La rencontre (出会い, Deai) - Day 197 : Ceinture de sécurité (シートベルト, Shīto Beruto) - Day 198 : Une personne utile (便利なやつ, Benrina Yatsu) - Day 199 : Ikari (イカリ, Ikari) |                |                   |                |          |
| 23 | 4 août 2025    | 978-4-08-884608-8 |                |          |
| Titre du tome : 新生殺連 (Shinsei Satsuren)Liste des chapitres : - Day 200 : Piscine à bulles (ブクブクアワー, Bukubukuawā) - Day 201 : Trop tard (遅ぇよ, Oso~eyo) - Day 202 : Ma dernière chance (ラストチャンス, Rasuto Chansu) - Day 203 : Je suis d'attaque (復活, Fukkatsu) - Day 204 : Révolution et succession (革命と継承, Kakumei to Keishō) - Day 205 : Trois balles pour une révolution (3発の革命, 3-Patsu no Kakumei) - Day 206 : Zone interdite (不可侵領域, Fukashin Ryōiki) - Day 207 : La nouvelle FJA (新生殺連, Shinsei Satsuren) - Day 208 : Enchaînement (連鎖, Rensa) |                |                   |                |          |
| 24 | 3 octobre 2025 | 978-4-08-884692-7 |                |          |
| — |                |                   |                |          |
| Liste des chapitres : - Day 209 : Un monde idéal (理想の世界, Risō no Sekai) - Day 210 : Choc homicide (殺意と殺意, Satsui to Satsui) - Day 211 : Danger électrique (感電注意, Kanden Chūi) - Day 212 : La stratégie de Shin (シンの作戦, Shin no Sakusen) - Day 213 : Résistance (レジスタンス, Rejisutansu) - Day 214 : Annonce : enfant perdu (迷子のお知らせ, Maigo no Oshirase) - Day 215 : Pluie de cadavres (死屍累々, Shishiruirui) - Day 216 : Tunnel (トンネル, Ton'neru) - Day 217 : Commence par moi (まずは俺から, Mazuwa ore Kara) - Day 218 : Arrêtez de frimer (カッコつけんな, Kakko Tsuken na) - Day 219 : Imposteur (偽物, Nisemono) - Day 220 : Je jure de vous sauver (絶対助ける, Zettai Tasukeru) - Day 221 : Protéger (守る, Mamoru) - Day 222 : Ouverture des hostilités (開戦, Kaisen) - Day 223 : Vanité (自惚れ, Unubore) - Day 224 : Transfert (護送, Gosō) - Day 225 : Des potes à protéger (守りたいもの, Mamoritai Mono) |                |                   |                |          |

## Anime
L'adaptation en anime est annoncée en mai 2024. Elle est réalisée au sein du studio TMS Entertainment par Masaki Watanabe, sur un scénario de Taku Kishimoto (ja), un character design de Yō Moriyama et la musique composée par Yūki Hayashi. La série est répartie en deux cours, et le premier est diffusé du 11 janvier au 22 mars 2025 au Japon sur la chaine TV Tokyo, Le deuxième cours est diffusé depuis le 15 juillet de la même année. Les deux premiers épisodes du deuxième cours ont été diffusés en avant première dans les salles japonaises. Netflix possède les droits de diffusion en simulcast de la série dans les pays francophones.
Le générique de début est Hashire Sakamoto (走れSAKAMOTO), interprété par Vaundy, et le générique de fin est Futsū (普通) par Conton Candy (ja). Pour l'épisode 7, un générique de fin spécial intitulé Somebody Help Us est interprété par Vaundy. Le générique de début du deuxième cours est Method, interprété par Kroi (ja) tandis que le générique de fin intitulé Dandelion (ダンデライオン) est interprété par Go!Go!Vanillas (ja).

### Liste des épisodes
| No | Titre français                   | Titre japonais             | Titre japonais              | Date de 1re diffusion |
| No | Titre français                   | Kanji                      | Rōmaji                      | Date de 1re diffusion |
| -- | -------------------------------- | -------------------------- | --------------------------- | --------------------- |
| 1  | L'assassin légendaire            | 伝説の殺し屋               | Densetsu no koroshiya       | 11 janvier 2025       |
| 2  | VS Song-Hee + Bacho              | VSソンヒ・バチョウ         | Bāsasu Sonhi・Bachō         | 18 janvier 2025       |
| 3  | Bienvenue à Sugar Park !         | シュガーパークへようこそ！ | Shugāpāku e yōkoso!         | 25 janvier 2025       |
| 4  | Hard-Boiled                      | ハードボイルド             | Hādoboirudo                 | 1er février 2025      |
| 5  | L'origine de la force            | 強さの理由                 | Tsuyosa no wake             | 8 février 2025        |
| 6  | Heisuke Mashimo                  | マシモ ヘイスケ            | Mashimo Heisuke             | 15 février 2025       |
| 7  | Enfoiré du jurassique            | ジュラシック野郎           | Jurashikku Yarō             | 22 février 2025       |
| 8  | Supérette Sakamoto VS LABO       | 坂本商店 vs LABO           | Sakamoto-shōten bāsasu RĀBŌ | 1er mars 2025         |
| 9  | Un train peut en cacher un autre | かけこみ乗車               | Kakekomi Jōsha              | 8 mars 2025           |
| 10 | En mode spa(rtiate)              | せんとうモード             | Sentō Mōdo                  | 15 mars 2025          |
| 11 | Bataille au casino               | カジノバトル               | Kajino Batoru               | 22 mars 2025          |
| 12 | Overload                         | オーバーロード             | Ōbārōdo                     | 15 juillet 2025       |
| 13 | Châtiment divin                  | ばちあたり                 | Bachi Atari                 | 22 juillet 2025       |
| 14 | Attaque-surprise                 | 強襲                       | Kyōshū                      | 29 juillet 2025       |
| 15 | Tours de tour                    | ぐるぐるタワー             | Guruguru Tawā               | 5 août 2025           |
| 16 | Dance des tranches               | 斬斬舞                     | Zan Zan Mai                 | 12 août 2025          |
| 17 | Have a Nice Flight               | Have a Nice Flight         | Have a Nice Flight          | 19 août 2025          |
| 18 |                                  | カナグリ                   | Kanaguri                    | 26 août 2025          |

## Réception
Sakamoto Days a été nommé pour le prix du meilleur manga imprimé au Next Manga Awards 2021. Il s'est classé 9e sur 50 nommés, mais a remporté le prix U-Next,. La série s'est classée au 6e rang des bandes dessinées recommandées par les employés de la librairie Nationwide en 2022. Hiromu Arakawa, auteur de Fullmetal Alchemist, a recommandé la série dans un commentaire figurant sur l'obi du 6e volume.

### Annotations
1. ↑  Les titres français de l'adaptation en anime proviennent de Netflix.

### Œuvres
Édition japonaise
1. 1 2  Tome 1
2. 1 2  Tome 2
3. 1 2  Tome 3
4. 1 2  Tome 4
5. 1 2  Tome 5
6. 1 2  Tome 6
7. 1 2  Tome 7
8. 1 2  Tome 8
9. 1 2  Tome 9
10. 1 2  Tome 10
11. 1 2  Tome 11
12. 1 2  Tome 12
13. 1 2  Tome 13
14. 1 2  Tome 14
15. 1 2  Tome 15
16. 1 2  Tome 16
17. 1 2  Tome 17
18. 1 2  Tome 18
19. 1 2  Tome 19
20. 1 2  Tome 20
21. 1 2  Tome 21
22. 1 2  Tome 22
23. 1 2  Tome 23
24. 1 2  Tome 24

Édition française
1. 1 2  Tome 1
2. 1 2  Tome 2
3. 1 2  Tome 3
4. 1 2  Tome 4
5. 1 2  Tome 5
6. 1 2  Tome 6
7. 1 2  Tome 7
8. 1 2  Tome 8
9. 1 2  Tome 9
10. 1 2  Tome 10
11. 1 2  Tome 11
12. 1 2  Tome 12
13. 1 2  Tome 13
14. 1 2  Tome 14
15. 1 2  Tome 15
16. 1 2  Tome 16
17. 1 2  Tome 17
18. 1 2  Tome 18
19. ↑  Tome 18 - Édition panier mortel
20. 1 2  Tome 19